# 克拉姆萊克鎮區 (密歇根州)
克拉姆萊克鎮區（英語：Clam Lake Township）是位於美國密歇根州韋克斯福德縣的一個行政鎮區。

## 地方資料
克拉姆萊克鎮區的面積為79.90平方千米，當中陸地面積為79.50平方千米，而水域面積為0.40平方千米。根據2020年美國人口普查的數據，當地共有人口2325人，而人口密度為每平方千米29.1人。